# Bory (powiat bytowski)
Bory (dodatkowa nazwa w j. kaszub. Bòrë) – osada leśna w Polsce na Pojezierzu Bytowskim w części Kaszub zwanej Gochami, położone w województwie pomorskim, w powiecie bytowskim, w gminie Bytów.
W latach 1975–1998 miejscowość położona była w województwie słupskim.